# Phyllogomphoides burgosi
Phyllogomphoides burgosi là loài chuồn chuồn trong họ Gomphidae. Loài này được Brooks mô tả khoa học đầu tiên năm 1989.